# Unabhängigkeitstag (Roman)
Unabhängigkeitstag (englischer Originaltitel: Independence Day) ist ein Roman des amerikanischen Schriftstellers Richard Ford aus dem Jahr 1995. Das Buch erhielt im Folgejahr sowohl den Pulitzer-Preis als auch den PEN/Faulkner Award und war damit der erste und bisher (Stand: Juni 2024) einzige Roman, der beide Preise gewinnen konnte. Unabhängigkeitstag schließt an Der Sportreporter (The Sportswriter, 1986) an und wurde seinerseits mit Die Lage des Landes (The Lay of the Land, 2006), Frank (Let Me Be Frank With You, 2014) und Valentinstag (Be Mine, 2023) fortgesetzt.
Ich-Erzähler und Protagonist ist Frank Bascombe, ein Immobilienmakler aus New Jersey, den der Leser am Wochenende des Unabhängigkeitstags begleitet. Für dieser Wochenende hat sich der Protagonist einen Ausflug mit seinem jugendlichen Sohn vorgenommen, um diesem näherzukommen. Daneben trifft Bascombe seine Ex-Frau, seine Freundin, seinen Stiefbruder, seine Mieter und ein Klienten-Paar auf der Suche nach einem Haus.

## Inhalt
Es ist das Wochenende vor dem 4. Juli 1988, dem amerikanischen Unabhängigkeitstag. Die Vereinigten Staaten stehen im Zeichen des Präsidentschaftswahlkampfs zwischen Bush und Dukakis. Frank Bascombe, ein überzeugter Demokrat, arbeitet nach seinem kurzen Intermezzo als Sportreporter inzwischen als Immobilienmakler. In diesem amerikanischsten aller Berufe trifft der amerikanische Traum und das Streben nach persönlichem Glück auf die Realität eines knappen Marktes. So befinden sich auch Franks derzeitige Klienten, Joe und Phyllis Markham aus Vermont, im Zwiespalt zwischen dem Wunsch nach einem besonderen Zuhause und ihren begrenzten finanziellen Möglichkeiten, und es ist unklar, ob ihre junge Ehe den Belastungen eines Hauskaufs standhalten kann.
Frank Bascombe lebt noch immer in der Kleinstadt Haddam in New Jersey, wo er sein altes Heim verkauft und das Haus seiner geschiedenen Frau Ann erworben hat. Diese ist mit den gemeinsamen Kindern Paul und Clarissa zu ihrem zweiten Ehemann, dem vermögenden Architekten Charley O’Dell, nach Deep River, Connecticut, gezogen. Frank hat die Trennung von Ann noch immer nicht verwunden. Diverse Liebschaften waren nur von kurzer Dauer, so zuletzt jene mit der schwarzen Kollegin Clair Devane, die bei einem Besichtigungstermin ermordet worden ist. Aktuell ist er mit Sally Caldwell liiert, deren Mann Wally von einem Tag auf den anderen verschwunden und inzwischen für tot erklärt ist. Ihre Beziehung leidet unter der beidseitigen Distanz und scheint unvermeidlich auf eine Trennung zuzusteuern.
Franks 15-jähriger Sohn Paul wurde kürzlich beim Stehlen von Kondomen erwischt. Zudem ist er wegen Verhaltensauffälligkeiten in psychiatrischer Behandlung: Immer wieder unterbricht er sich durch schrilles Gieksen und Bellgeräusche, die möglicherweise einer unverarbeiteten Trauer um den verunglückten Familienhund entspringen. Frank hofft, ihm auf einem Vater-Sohn-Ausflug durch die Ruhmeshallen des amerikanischen Sports näher zu kommen. Tatsächlich verstehen sie sich am Abend nach dem Besuch der Basketball Hall of Fame in Springfield, Massachusetts, das erste Mal gut. Doch am Folgetag ereignet sich in Cooperstown, New York, dem Sitz der Baseball Hall of Fame, ein folgenschwerer Unfall.
Beim Training in einem Schlagkäfig, den Paul nach einem Streit mit seinem Vater ohne jeden Schutz betreten hat, trifft ihn ein Baseball direkt aufs Auge. Im folgenden Trubel hat Frank plötzlich Irv Ornstein an seiner Seite, seinen lange verschollenen Stiefbruder, der sich zufällig ebenfalls in Cooperstown aufhält. Irv kutschiert Frank nach Oneonta, wo Paul wegen einer Netzhautablösung operiert werden soll. Während der Fahrt doziert er über sein neu entdecktes Motto „Kontinuität“, nachdem sein Leben zuvor mit mehreren Ehen und einem Aufenthalt im Kibbuz alles andere als kontinuierlich verlaufen ist. Nach einem Anruf bei Ann nimmt diese Frank das Heft des Handelns aus der Hand und lässt ihren Sohn nach Yale ausfliegen.
Frank fährt alleine zurück nach Haddam. Durch die Ereignisse ist das geplante Treffen mit Sally geplatzt, doch bei seinem Anruf im Algonquin Hotel zeigt sie sich überraschend verständnisvoll. Nachdem Frank sich bei einem vorherigen Telefonat selbst mit einem Liebesgeständnis an Sally überrascht hat, scheint beiden mit einem Mal eine feste Beziehung, sogar eine zweite Ehe möglich. Paul hat die Operation gut überstanden, und Frank hofft unverdrossen, dass sein Sohn zum neuen Schuljahr zu ihm ziehen wird. Am 4. Juli trifft er die Markhams wieder und lässt sie, zermürbt nach all den fehlgeschlagenen Kaufangeboten, zur Miete in ein leer stehendes Haus einziehen. Er besucht sein altes Heim, das inzwischen in eine ökumenische Begegnungsstätte umgewandelt worden ist und keine Erinnerung an die Vergangenheit bewahrt hat. In der Menge der anderen verfolgt er die Parade zum Unabhängigkeitstag.

## Hintergrund
Die erste Ankündigung eines möglichen Nachfolgers zu seinem erfolgreichen Roman The Sportswriter machte Richard Ford 1989. Bereits zu diesem Zeitpunkt war als Handlungsrahmen der amerikanische Unabhängigkeitstag vorgesehen. Es dauerte allerdings zwei weitere Jahre, bis die Pläne konkret Gestalt annahmen, als Eintragungen in seinem Notizbuch die Stimme Frank Bascombes wieder zum Leben erweckten. Nachdem Ford sich entschieden hatte, dass Bascombe noch immer in Haddam lebte, mietete sich der Autor, der 1989 nach New Orleans umgezogen war, in einem Bed and Breakfast in Princeton, New Jersey, ein, um einen Monat vor Ort zu recherchieren. Insgesamt verbrachte er ein volles Jahr mit der Planung des Romans und weitere drei Jahre mit dessen Niederschrift.
Den Titel Independence Day hatte Ford bereits ganz zu Beginn festgelegt. Ford lässt seine Bücher gerne an Feiertagen handeln – The Sportswriter spielt an Ostern, The Lay of the Land an Thanksgiving –, um damit an die Erinnerungen seiner Leser zu diesen Ereignissen anzuknüpfen. Da es im Roman um Fragen der menschlichen Unabhängigkeit geht, schien ihm der Unabhängigkeitstag der perfekte Rahmen. In einem Interview mit dem Spiegel erklärte er, was ihm erst beim Schreiben des Romans klargeworden sei: „Unabhängigkeit ist die Freiheit, Fehler hinter sich zu lassen, die Vergangenheit ruhen zu lassen und fähig zu werden, neue Beziehungen zur Welt anzuknüpfen, die einen bis ans Lebensende tragen sollten.“
Für die neue Profession Frank Bascombes als Immobilienmakler musste Richard Ford kaum recherchieren. Er war bereits mehrfach umgezogen, hatte Häuser erworben und zahlreiche Besichtigungstermine absolviert. Es ist für Ford Teil des amerikanischen Traums, dass der soziale Aufstieg mit einem Wechsel des Wohnorts verbunden ist: „Das gehört in Amerika dazu: Man will nach oben.“ Frank Bascombes Motto „Man verkauft kein Haus, sondern ein Leben“ lässt Ford auch für seine Arbeit als Schriftsteller gelten. Anders als vielfach verstanden sei Frank Bascombes Leben aber kein typisches Leben: „Im Leben wäre so ein Mann ganz unauffällig, Sache des Schriftstellers ist es zu intensivieren.“

## Rezeption
Independence Day erhielt nach seiner Veröffentlichung begeisterte Kritiken. Das Buch wurde als „der endgültige Roman der Nachkriegsgeneration“ bezeichnet, Frank Bascombe als „eine der komplexesten und denkwürdigsten Figuren unserer Zeit“ und Richard Ford als „einer der herausragenden Kuratoren des großen Museums des amerikanischen Lebens“. Der Roman gewann 1996 sowohl den Pulitzer-Preis als auch den PEN/Faulkner Award. Damit war er der erste und bis heute (2024) einzige Roman, der diese beiden bedeutenden amerikanischen Literaturpreise auf sich vereinen konnte.
Für Michiko Kakutani in der New York Times war Independence Day ein würdiger Nachfolger von The Sportswriter, der Fords Ruf als „eine der eloquentesten Stimmen seiner Generation“ festige.  Er beschwöre in seinem Porträt eines mittelalterlichen Mittelklasse-Lebens ein Bild Amerikas in den 1980ern, das an John Updikes Rabbit at Rest erinnere. Zwar sei der Roman schematisch konstruiert, etwa indem der Titel und die Lektüre Emersons die Suche des Romanhelden nach Eigenständigkeit unterstreichen, während seine Ängste und Befindlichkeiten durch ein Arsenal von Nebenfiguren mit hohem Wiedererkennungswert illustriert werden. Doch erweise sich die Lektüre „so fesselnd wie bewegend“ und zeichne nicht nur ein fein nuanciertes Bild des Gemütszustand seines Protagonisten, sondern ein Porträt einer ganzen Gesellschaftsschicht, die wie Frank Bascombe vom Wandel überrascht wird und Verlust, Angst und Enttäuschung durchlebt.
Paul Ingendaay sieht Independence Day, das „in seinem opulenten Breitwandformat viele Motive des amerikanischen Alltagslebens“ enthält, als einen Kandidaten der Great American Novel. In einer eigenständigen Form „zwischen road novel und Bewußtseinsroman“ entstehe ein „zehnstündiger Eric Rohmer à l’américaine“, in dem letztlich immer dieselbe Frage gestellt wird: „Wie führt man ein gelungenes Leben? Und warum geht es trotzdem daneben?“ Die Philosophie des Romans liege im Glauben, dass geographische Mobilität eine existentielle Mobilität nach sich ziehe, das Leben also durch Ortsveränderung zu bessern sei. Dieser Gedanke werde in den beiden Metaphern „Autoreise“ und „Hauskauf“ durchgespielt, wobei letztere für Ingendaay dieselbe Bedeutung hat wie der Beruf der Titelfigur in Arthur Millers Tod eines Handlungsreisenden: „sie schafft den Bezugsrahmen, in dem sich die wesentlichen Existenzfragen aller Amerikaner abhandeln lassen“.
Independence Day erwies sich auch als Bestseller beim amerikanischen Publikum. Ein Jahr nach der Veröffentlichung waren bereits 330.000 Exemplare verkauft worden. Ein Teil des Erfolgs ging auf ein Missverständnis bei den Käufern zurück, die glaubten, es mit der Buchvorlage des 1996 veröffentlichten gleichnamigen Filmerfolgs von Roland Emmerich zu tun zu haben. Richard Ford nahm die Verwechslung mit Humor und betonte, dass es noch keine Retouren gegeben habe. Seinen im amerikanischen Alltag verwurzelten Roman sah er als „Gegengift“ zum patriotischen Science-Fiction-Thriller.

## Ausgaben
- Richard Ford: Independence Day. A. A. Knopf, New York 1995, ISBN 0-679-49265-8.
- Richard Ford: Unabhängigkeitstag. Aus dem Amerikanischen von Fredeke Arnim. Berlin, Berlin 1995, ISBN 3-8270-0061-0.
- Richard Ford: Unabhängigkeitstag. Aus dem Amerikanischen von Fredeke Arnim. Goldmann, München 1997, ISBN 3-442-43435-1.
- Richard Ford: Unabhängigkeitstag. Aus dem Amerikanischen von Brigitte Walitzek. dtv, München 2015, ISBN 978-3-423-14442-1.